# 전자전대 덴지맨
《전자전대 덴지맨》(電子戦隊デンジマン 덴시센타이 덴지만[*])은 1980년 2월 2일부터 1981년 1월 31일까지 일본 TV 아사히 계열에서 방영된 도에이의 슈퍼 전대 시리즈 4번째 작품이다.

## 줄거리
3000년전에 덴지별을 멸망시킨 외계인 종족 베더 일족(ベーダー一族 베다 이치조쿠[*])이 지구를 습격하여 지구를 황폐하게 하려 한다.
그러나, 덴지별 생존자들은 베더에게 맞서기 위해 과학력을 집결해 만든 거대 우주선 ‘덴지랜드’를 지구로 보내놓았다. 베더의 침공을 감지한 덴지랜드는 시스템을 가동하여, 덴지별 생존자들과 로봇견 아이시는 지구로 이주한 덴지성인의 후손인 5명의 젊은이를 선발하여 전자전대 덴지맨을 결성한다.
덴지맨은 지구를 지키기 위해 베더 일족에 맞서 싸우기 시작한다.

## 개요
이 작품에서 슈퍼 전대 시리즈의 포맷이 대부분 확립되었다고 할 수 있다. ‘○○전대’ ‘○○맨’ 등의 명칭, 변신 아이템의 사용, 헬멧 디자인의 고글 도입, 멤버가 《비밀전대 고레인저》에 따라 색에 개성을 둔 점, 이후의 전대 시리즈에서 계승된 많은 요소중 대부분 이 작품에서 확립되었다. 주인공들의 상관관계는 《고레인저》를 답습하였으나 색관계는 약간의 차이점이 있다. 대원의 색을 영어로 호칭하는 것도 이 작품이 최초이다.
또한 당시의 기술로는 격렬한 액션을 견딜 만한 강도의 고글을 만들지 못했기 때문에 액션용 헬멧은 이전과 마찬가지로 눈 부분에 작은 구멍이 많이 뚫린 것을 사용하였다. 차기작인 《태양전대 선벌컨》부터는 기술 향상에 따라 액션용 헬멧에도 고글을 사용하기 시작했는데, 어트랙션 쇼(테마 쇼) 등에서 쓰는 헬멧은 그 후에도 여러 시리즈에 걸쳐 구멍 방식을 사용하였다. (제20대인 《격주전대 카레인저》 사운드트랙 CD에는 구멍 방식 헬멧을 쓴 레드 레이서의 사진이 있다.)
당시 일본에는 SF 붐이 일어 스토리 전체적으로 SF가 많이 가미되어 있으며, 초반부에는 일반 시민이 잔인하게 살해당하는 장면이 있는 등 괴기스러운 색채가 강했다. 중반부에 들어와서도 일반 시민이 적에게 이용된 뒤 괴물로 변해 처참하게 죽는 형식의 내용도 존재했다. 또한 종반부에는 각본가 우에하라 쇼조(上原 正三)가 차기작에도 사용하는‘적 조직의 내부 분열’이 그려졌으며 적조직의 붕괴와 그 후 파괴가 리얼하게 묘사되었다. 곳곳에 코미디 터치도 가미되었다.
변신후 코드네임에 ‘○○ 레드’식의 명칭을 사용한 최초의 전대이다. 최근의 전대에도 이와같은 코드네임 방식은 계속 이어지고 있다.
후속작인 《태양전대 선벌컨》도 이 작품의 세계관을 그대로 계승하고 있다.

## 등장인물

### 전자전대 덴지맨
덴지맨의 변신 방법은 덴지 링이라는 변신용 반지를 사용한다. 반지를 내보이며 “덴지 스파크!”라고 외치면 링에서 전자 강화복이 나와 덴지맨으로 변신한다.
덴지맨 5명은 시리즈 최초로 전원 민간인 출신 전대이며, 평소에는 같은 운동 클럽에서 트레이너로 일한다. 정체는 비밀이지만, 제28화에서 인터폴 등에서 의뢰를 받는 등 사회적으로는 일정한 신뢰를 받는 듯한 설정이다.
또한, 멤버들의 이름에는 각자의 색이 들어가 있으며, 마지막까지 극중 멤버교체 및 추가 없이 끝낸 최초의 전대이다.
전대 구호는 “보라! 전자전대 덴지맨!!”(見よ、電子戦隊デンジマン!! 미요, 덴시센타이 덴지만[*])
- 아카기 잇페이 / 덴지 레드 (국내명: 페이 / 파워 레드)
- 오우메 다이고로 / 덴지 블루 (국내명: 로우 / 파워 블루)
- 키야마 준 / 덴지 옐로 (국내명: 마키 / 파워 옐로)
- 미도리카와 타츠야 / 덴지 그린 (국내명: 미도 / 파워 그린)
- 모모이 아키라 / 덴지 핑크 (국내명: 아키 / 파워 핑크)

### 베더 일족
이(異)차원 우주에 사는 외계 인류. 지구의 인간과는 완전히 다른 미적 감각을 갖고 있으며, 인간이 아름답다고 생각하는 것은 전부 역겹다고 혐오하며, 폐수와 오물 등을 아름답다고 여긴다. 덴지별을 시작으로 많은 멸망시켰으며, 지구도 폐수와 오물로 넘치는 별로 만들고자 한다.
괴물까지도 헤드리안 여왕(ヘドリアン女王 헤도리안 조오[*])의 카리스마성에 충성을 맹세하며 역대 악당 중에서도 결속력이 매우 강한 악당조직 중에 속하지만, 객장 반리키 마왕의 가세 이후 크게 바뀐다. 악당조직의 간부가 모두 얼굴을 드러낸 배우를 기용한 것은 매우 드문 케이스이다. 명칭은 헤드리안 여왕과 베더 일족이 아닌 반리키 마왕 일파를 제외하고는 전부 ‘○○러’ 식의 이름으로 통일되어 있다.